# Nangi
nangi（ナンジ、1986年7月2日 - ）は、日本の女性シンガーソングライターである。神奈川県鎌倉市出身。

## 概要

### 人物
2006年より音楽活動を開始し、2007年にデビュー。
アーティストネームは、少女期に漫画を描いていた時のペンネームで、本名の「南実」から由来している。

### 音楽性
楽曲制作は必ず詞先（歌詞を先に書き上げ、それに曲をつける方式）で行う。これは独学で楽曲制作を行っていた所以によるものである。
英語の発音があまり得意ではなく、歌詞には極力英語は用いない。これに関連して、「Firefly」はもともとnangiが単独で歌唱する予定であったが、英語を曲に上手く乗せて歌えなかったため、Dakota Starとのコラボレーションとして自身はフィーチャリングボーカルとして参加したという経緯がある。

## 略歴
- 幼少時よりオルガンに触れ、小学校高学年の頃より趣味の延長で作曲を開始する。
- 高校時代にキーボードと中古のMTRを購入したことをきっかけに宅録で音楽制作を始める。
- 2005年
  - ソニー・ミュージックエンタテインメント主催のSony Music Auditionに参加。そこで映画関係者の目に留まり、映画『ベロニカは死ぬことにした』の主題歌担当のオファーを受ける。
- 2006年
  - 2月1日、映画『ベロニカは死ぬことにした』サウンドトラック発売。主題歌に起用された「こんな風に笑う。(film ver.)」収録でCDデビューを果たす。
- 2007年
  - 1月5日、オフィシャルサイト開設。LOVE FMにて初のレギュラーラジオ番組『nangi - the life size music』が放送開始。
  - 2月14日、タワーレコード限定発売で、tearbridge productionよりミニアルバム『n』でインディーズデビュー。収録曲6曲のうち5曲が映画・舞台の主題歌に起用されたことで話題を集める（収録曲6曲全てタイアップ付）。
  - 3月、映画『東京の嘘』で、自身が映画音楽を担当し、作品にも出演する。
  - 6月6日、EPIC RECORDSよりミニアルバム『すばらしい想い』でメジャーデビュー。
  - 8月24日より、より多くの人に「目撃」してもらうための無料招待制ライブ「目撃者ライブ」をソニー・ミュージックエンタテインメント乃木坂ビルライブテリアにて開催。以後、2008年1月24日の第5回まで月1回のペースでライブを行う。
  - 12月5日、2枚目のミニアルバム『VIVID HEART』を発売。
- 2009年
  - 5月13日、オムニバス映画『非女子図鑑』の主題歌「エクスプレス」を着うた配信にて先行発売。

## ディスコグラフィー

### インディーズ

#### ミニアルバム
| 枚  | 発売日        | タイトル | 規格品番  |
| --- | ------------- | -------- | --------- |
| 1st | 2007年2月14日 | n        | TBCD-1031 |

### メジャー

#### ミニアルバム
| 枚  | 発売日        | タイトル       | 規格品番  |
| --- | ------------- | -------------- | --------- |
| 1st | 2007年6月6日  | すばらしい想い | ESCL-2980 |
| 2nd | 2007年12月5日 | VIVID HEART    | ESCL-3060 |

#### シングル
| 枚  | 発売日        | タイトル   | 規格品番  |
| --- | ------------- | ---------- | --------- |
| 1st | 2010年8月11日 | walkの約束 | ESCL-3459 |

#### アルバム
| 枚  | 発売日        | タイトル       | 規格品番  |
| --- | ------------- | -------------- | --------- |
| 1st | 2010年9月15日 | アイノカタチ。 | ESCL-3513 |

### 配信限定曲
- くろ (切なさ色 ver.)（2007年9月28日配信開始）
  - mora・着うた・着うたフル限定配信
- エクスプレス（2009年6月3日配信開始）
  - mora・着うた・着うたフル限定配信
  - 映画『非女子図鑑』主題歌

### その他
| 発売日         | タイトル                                            | 規格品番   | 収録曲 |
| -------------- | --------------------------------------------------- | ---------- | --- |
| 2006年2月1日   | ベロニカは死ぬことにした オリジナルサウンドトラック | ESCL-2766  | 「こんな風に笑う。(film ver.)」                                                                                     |
| 2007年9月19日  | Dakota Star featuring nangi『Firefly』              | NFCT-27052 | 「Firefly (Dakota Star featuring nangi)」：映画『夜の上海』主題歌、テレビ東京系『メデューサの瞳』エンディングテーマ |
| 2007年11月14日 | authentica delight〜目覚めの良い朝                  | RMJ-1004   | 「UNMEI」 |

## ミュージックビデオ
| 監督       | 曲名                     |
| 久保茂昭   | 「VIVID」(出演:伊倉愛美) |
| タナダユキ | 「すばらしい想い」       |
| 柳沢翔     | 「walkの約束」           |

## タイアップ
| 曲名                                  | タイアップ                                                              |
| jinx                                  | CineMusica『東京の嘘』主題歌                                            |
| こんな風に笑う。                      | 映画『ベロニカは死ぬことにした』主題歌                                  |
| あした。                              | 下北沢演劇祭 舞台『月の子供』主題歌                                     |
| UNMEI                                 | CineMusica『東京の嘘』挿入歌                                            |
| 星の道。                              | FM鹿児島『Move On! ～aiRhythm～』エンディングテーマ                     |
| 星の道。                              | 九州朝日放送スペシャルドラマ『福岡恋愛白書2 ふたつの Love Story』挿入歌 |
| 妄想依存ショー (with 島田雅彦)        | CineMusica『東京の嘘』挿入歌                                            |
| エクスプレス                          | 映画『非女子図鑑』主題歌                                                |
| すばらしい想い                        | 毎日放送・TBS系全国ネットドラマ30『暖流』主題歌                         |
| VIVID                                 | スペースシャワーTV2007年12月度POWER PUSH選出曲                          |
| Firefly (Dakota Star featuring nangi) | 映画『夜の上海』主題歌                                                  |
| Firefly (Dakota Star featuring nangi) | テレビ東京系『メデューサの瞳』エンディングテーマ                        |
| walkの約束                            | フジテレビアニメ『屍鬼』エンディング・テーマ                            |

## 出演

### 映画
- 東京の嘘（2007年、CineMusica）

### ラジオ番組
- nangi - the life size music（2007年1月5日 - 6月29日、LOVE FM）
- Sound Contact（2007年10月5日 - 、FM FUJI）

## 主なライブ
- 2007年10月28日 - MINAMI WHEEL 2007
- 2008年10月31日 - MINAMI WHEEL 2008
- 2009年11月01日 - MINAMI WHEEL 2009
- 2010年10月06日 - a daylight moon

## 関連人物
- 加藤有加利
- SUEMITSU & THE SUEMITH
- 鈴木俊介
- 西川進
- 野間康介
- 宗本康兵
- 村山☆潤
- RAM RIDER